# Ordnad mängd
En ordnad mängd är, inom matematik, en mängd tillsammans med en transitiv och reflexiv binär relation, kallad ordning eller partiell ordning. Man skiljer på fullständigt ordnad mängd och partiellt ordnad mängd. Med ordnad mängd menar man vanligen fullständigt ordnad mängd.
För en fullständigt ordnad mängd {\displaystyle (X,\leqslant )} gäller {\displaystyle \forall x,y\in X:x\leqslant y\lor y\leqslant x}. Exempel på ordnade mängder är de naturliga talen och de reella talen.
För en partiellt ordnad mängd {\displaystyle (X,\leqslant )} behöver inte alla element vara {\displaystyle \leqslant }-jämförbara.